# Liet International 2010
Liet International 2010 was de zevende editie van Liet International. Deze editie van de zangwedstrijd werd georganiseerd in de lente van 2010 in Lorient, Bretagne. Het was de eerste keer dat het festival plaatsvond op Frans grondgebied.

## Format
De liedjes moeten gezongen worden in de eigen minderheidstaal. Een jury beoordeelt de liedjes en geeft ze punten naargelang hun beoordeling. De winnaar is de regio die de meeste punten krijgt van de jury.
Verder wordt er ook een publieksprijs uitgereikt. Deze wordt uitgereikt aan de regio die volgens het publiek het beste was. Deze editie was de publieksprijs voor de act uit Friuli.

## Gastland
Lorient werd aangeduid als gaststad voor de zevende editie. Het was de eerste keer dat het festival buiten Fries én Laps grondgebied was.

## Deelnemende regio's
Elf acts deden mee voor deze editie, uit elf verschillende regio's. Het was de eerste keer in de geschiedenis van het festival dat er een onafhankelijk land deelnam. Dit was Ierland.

## Uitslag
| Plaats | Regio     | Taal            | Artiest            | Lied            | Punten |
| ------ | --------- | --------------- | ------------------ | --------------- | ------ |
| 1      | Faeröer   | Faeröers        | ORKA               | Rúmdardrongurin | 88     |
| 2      | Asturië   | Asturisch       | Xera               | Tierra          | 78     |
| 3      | Friesland | West-Fries      | Equal Souls        | Do swalkest     | 75     |
| 4      | Friuli    | Friulisch       | R.esistence in Dub | Fieste          | 70     |
| 5      | Schotland | Schots-Gaelisch | Rachel Walker      | Fada bhuam      | 65     |
| 6      | Ireland   | Iers            | The Temporary      | Cupan toast     | 62     |
| 7      | Corsica   | Corsicaans      | Stéphane Casalta   | Albasgia        | 59     |
| 8      | de Wepsen | Wepsisch        | Jousnen Järved     | Verrez tullei   | 45     |
| 9      | Lapland   | Samisch         | Pia-Maria Holmgren | Geaidnu         | 44     |
| 10     | Galicië   | Galicisch       | Mafia Galega       | Billarda sempre | 29     |
| 11     | Bretagne  | Bretons         | Dom Duff           | Kan an awen     | 23     |